# باروت، خیانت و دسیسه
باروت، خیانت و دسیسه (انگلیسی: Gunpowder, Treason & Plot) یک مینی‌سریال بریتانیایی است که در سال ۲۰۰۴ از شبکهٔ بی‌بی‌سی پخش شد. این سریال دربارهٔ زندگی ماری یکم، ملکه اسکاتلند و پسرش جیمز ششم و یکم است و نویسندهٔ فیلم‌نامه جیمی مک‌گاورن، ماجراهای پشت‌پردهٔ توطئه باروت را در دو قسمت بازگو می‌کند.

## بازیگران
- کلمانس پوئزی در نقش ماری یکم، ملکه اسکاتلند
- کارمن اونگورانو در نقش ماری گیز
- کوین مک‌کید در نقش جیمز هپبورن ، ارل چهارم بوفول
- ماریا پوپیستاشو در نقش لیدی مِـری
- کاترین مک‌کورمک در نقش الیزابت یکم
- گری لوئیس در نقش جان ناکس
- پل نیکولاس در نقش لُرد دارنلی
- رابرت کارلایل در نقش جیمز ششم و یکم
- سیرا استامپ در نقش آن دانمارک
- تیم مک‌اینرنی در نقش سیسیل
- امیلیا فاکس در نقش لیدی مارگارت
- مایکل فاسبندر در نقش گای فاکس
- ریچارد کویل در نقش رابرت کیتسبی
- ریچارد هرینگتن در نقش توماس پرسی
- سم تراتون در نقش توماس وینتر